# Ciabatta
Ciabatta (/tʃəˈbɑːtə, -ˈbæt-/, tiếng Ý: [tʃaˈbatta]; nghĩa đen là "chiếc dép") là một loại bánh mì trắng của Ý được làm từ bột mì, nước, muối ăn, men làm bánh và dầu ô liu. Ciabatta được tạo ra vào năm 1982 bởi một thợ làm bánh ở Adria, tỉnh Rovigo, Veneto, Ý, để đáp lại sự phổ biến của bánh mì Pháp. Ciabatta hơi dài, rộng và phẳng, và được nướng theo nhiều cách khác nhau, độc đáo bởi các lỗ trong bánh. Ciabatta được làm bằng bột mì và sử dụng bột nhào ướt nhiều hơn so với bánh mì truyền thống của Pháp.